# Оуквілл (Айова)
Оуквілл (англ. Oakville) — місто (англ. city) в США, в окрузі Луїза штату Айова. Населення — 200 осіб (2020).

## Географія
Оуквілл розташований за координатами 41°5′53″ пн. ш. 91°2′38″ зх. д. / 41.09806° пн. ш. 91.04389° зх. д. (41.097988, -91.043790).  За даними Бюро перепису населення США в 2010 році місто мало площу 1,10 км², з яких 1,08 км² — суходіл та 0,01 км² — водойми.

## Демографія
Згідно з переписом 2010 року, у місті мешкали 173 особи в 62 домогосподарствах у складі 42 родин. Густота населення становила 158 осіб/км².  Було 95 помешкань (87/км²).
Расовий склад населення:
| - 97,7 % — білих |

До двох чи більше рас належало 1,7 %. Частка іспаномовних становила 2,9 % від усіх жителів.
За віковим діапазоном населення розподілялося таким чином: 37,0 % — особи молодші 18 років, 53,8 % — особи у віці 18—64 років, 9,2 % — особи у віці 65 років та старші. Медіана віку мешканця становила 28,3 року. На 100 осіб жіночої статі у місті припадало 106,0 чоловіків;  на 100 жінок у віці від 18 років та старших — 87,9 чоловіків також старших 18 років.
Середній дохід на одне домашнє господарство  становив 62 578 доларів США (медіана — 27 500), а середній дохід на одну сім'ю — 45 847 доларів (медіана — 39 167). Медіана доходів становила 35 833 долари для чоловіків та 26 071 долар для жінок. За межею бідності перебувало 28,2 % осіб, у тому числі 43,2 % дітей у віці до 18 років та 43,8 % осіб у віці 65 років та старших.
Цивільне працевлаштоване населення становило 63 особи. Основні галузі зайнятості: виробництво — 27,0 %, освіта, охорона здоров'я та соціальна допомога — 17,5 %, транспорт — 11,1 %, будівництво — 11,1 %.